# Gunnerus-Bank
Koordinaten: 68° 0′ S, 33° 0′ O
Die Gunnerus-Bank ist eine Bank vor der Prinz-Harald-Küste des ostantarktischen Königin-Maud-Lands. Sie liegt der Riiser-Larsen-Halbinsel gegenüber im Südlichen Ozean.
Die Benennung wurde in internationaler Übereinkunft im Juli 1964 durch das US-amerikanische Advisory Committee on Undersea Features (ACUF) bestätigt.